# Alexander Crum Brown

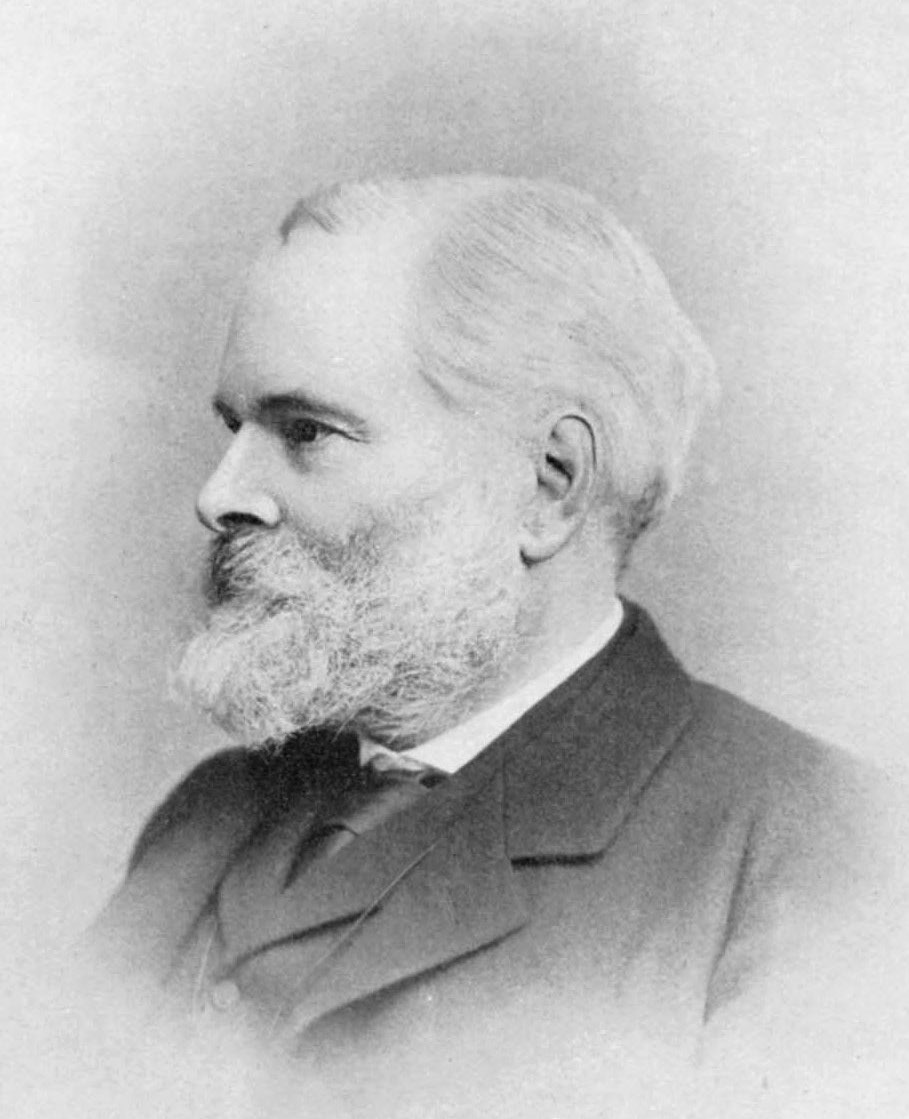
Alexander Crum Brown

Alexander Crum Brown (* 26. März 1838 in Edinburgh; † 28. Oktober 1922 ebenda) war ein schottischer Chemiker.

## Leben
Brown studierte an der Royal High School in Edinburgh. 1861 wurde er mit dem Thema On the theory of chemical combination zum M.D. promoviert. Anschließend studierte er in London, in Heidelberg bei Robert Wilhelm Bunsen und in Marburg bei Adolph Wilhelm Hermann Kolbe. 1863 erhielt er eine Anstellung an der University of Edinburgh. Im selben Jahr wurde er Fellow der Royal Society of Edinburgh. 1865 wurde er Mitglied des Royal College of Physicians.
Brown war von 1869 bis 1908 Professor für Chemie an der University of Edinburgh. Sein Tätigkeitsschwerpunkt war die Organische Chemie. Er lieferte Pionierarbeiten zur Wiedergabe chemischer Verbindungen in Diagrammform.